# Linguagem não sexista

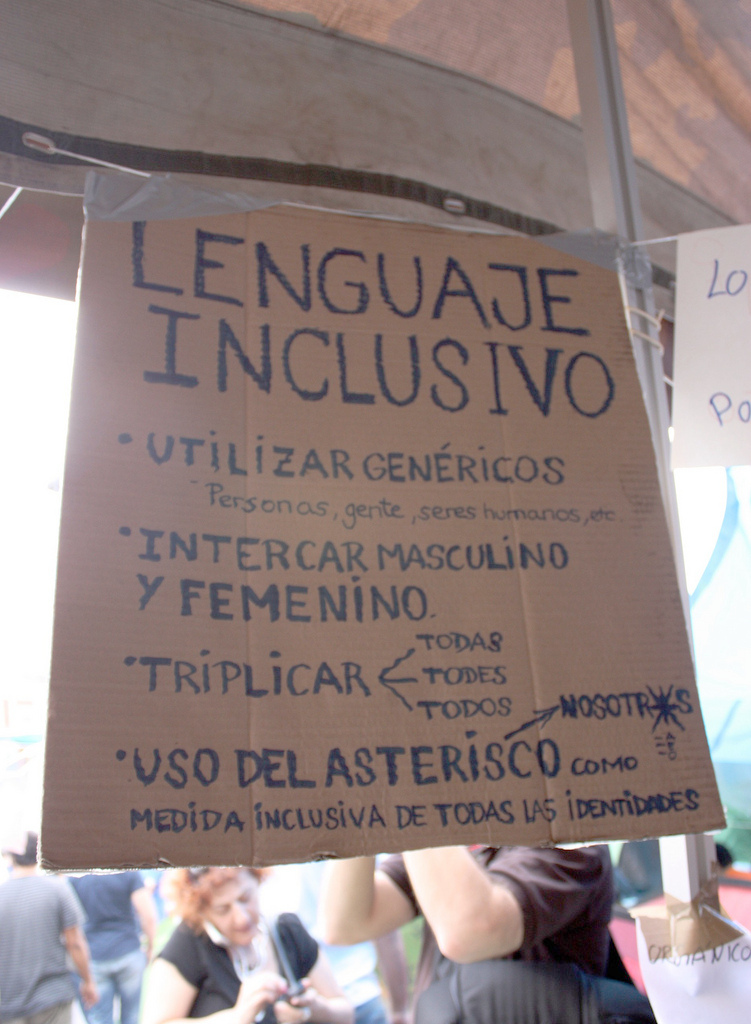
Sinal com sugestões específicas para o uso de linguagem neutra de gênero em espanhol

Linguagem gênero-neutra (português brasileiro) ou género-neutra (português europeu) ou de gênero neutro (português brasileiro) ou género neutro (português europeu), redação gênero-inclusiva (português brasileiro) ou género-inclusiva (português europeu) ou escrita não sexista é a ideia de uma linguagem que acabasse com preconceitos em relação a um sexo ou gênero social específico. 
Em inglês, isso inclui o uso de substantivos que não são específicos ao gênero para se referir a papéis ou profissões, além de evitar os pronomes ele e dele (he, him e his) para se referir a pessoas de gênero desconhecido ou indeterminado. Por exemplo, as palavras o polícia (policeman) e aeromoça (português brasileiro) ou comissária de bordo (português europeu) (flight attendent) são cargos específicos de gênero; os termos correspondentes de gênero neutro são policial (police officer) e comissário de bordo. Outros termos específicos de gênero, como ator e atriz, podem ser substituídos pelo termo originalmente masculino; por exemplo, ator usado independentemente do sexo. Alguns termos, como presidente (chairman), que contêm o componente -man, mas tradicionalmente têm sido usados para se referir a pessoas, independentemente do sexo, agora são vistos por alguns como específicos ao gênero. Quando o sexo da pessoa a que se refere é desconhecido ou indeterminado, o pronome de terceira pessoa ele pode ser evitado pelo uso de alternativas de gênero neutro - que incluem o they singular, élle, elu, ele ou ela, elx, el@... etc.

## Neopronomes
Neopronomes, também chamados de pronomes neutros, neologísticos ou neolinguísticos e neologismos pronominais, são proposições neologísticas para neutralizar, degenerizar ou degenerificar pronomes como ele e ela. Os mais conhecidos são elu e ile, muitas vezes seguindo sistemas para outras palavras, com sufixos ou terminações e artigos, sendo geralmente "e" ou "ê" a vogal temática, como em "iles são todes es alunes" ou "elu é ê artista", e quando a palavra, supostamente generificada, já tem a terminação sufixada em "-e", há propostas desgenerificadas através com a letra "u" e as letras "ae"(/æ) e "ie", como no neo-pronome "elu" ou nas palavras "professories" e "presidentae"(/presidentæ), embora há a palavra desfeminizada já fosse "neutra" ou "degenerificada". Porém, esses sistemas não são universais, quando usados como "ile/dile" e "elu/delu", assim como "ela/dela" e "ele/dele", são considerados reducionistas, sendo mais recomendado usar o a/p/t ou a/p/f, como em "a/ela/a", para indicar artigo, pronome e terminação ou final de palavra inflexionais de gênero.
Ile, coincidentemente, é anagrama do neopronome francês iel, o pronome espanhol elle também já foi ele em português e é ela em francês. Há também outros neopronomes pouco conhecidos em francês, como “ielle”, “ille”, “ul”, “ol”, “ael” e “ele”. No português, também há outros neopronomes de tratamento, que geralmente são mais de uso pessoal, como ael, ale, el, elae/elæ, éli, elz, il, ilu, íli, ily ou yl. Êla também já foi proposto por certos defensores, provavelmente antes mesmo de elu e ile.
Os pronomes ele e ela também já foram, de certa forma, neologismo pronominal, mesmo não sendo "neutros", para que assim fossem reconhecidos oficialmente. Ele já foi elle, êle, êlle, eil-e, eile e eil-o e ela já foi ella.

## Terminologia e visualizações
Historicamente, o uso de pronomes masculinos no lugar de genérico (desconhecido, não especificado, irrelevante ou indeterminado) era considerado não sexista, mas várias formas de linguagem neutra em gênero se tornaram uma característica comum nas versões escrita e falada de muitas línguas no final do século XX. As feministas argumentam que anteriormente a prática de atribuir "gênero masculino" a antecedentes genéricos se originava da linguagem, refletindo "os preconceitos da sociedade em que evoluiu, e o inglês evoluiu durante a maior parte de sua história em uma sociedade patriarcal centrada no homem". Durante a década de 1970, as feministas Casey Miller e Kate Swift criaram um manual, The Handbook of Nonsexist Writing, sobre linguagem neutra em termos de gênero, que foi criada para reformar a linguagem sexista existente que, segundo se diz, exclui e desumaniza as mulheres. Nos anos 80, muitos esforços feministas foram feitos para reformar a linguagem androcêntrica e binarista. Em alguns ambientes acadêmicos e governamentais, tornou-se comum contar com uma linguagem neutra em termos de gênero para transmitir a inclusão de todos os sexos ou gêneros (linguagem inclusiva de gênero).
| Título por gênero                                                                                                   | Título neutro em gênero |
| --- | --- |
| empresário(s), empresária(s)                                                                                        | pessoa(s) de negócios, empresárie(s), empresárix(s), empresári@(s) |
| carteiro(s), carteira(s)                                                                                            | funcionárie(s) postal(is), cateire(s), carteirx(s), carteir@(s) |
| vendedor(es), vendedora(s)                                                                                          | vendedore(s), vendedorx(s), vendedorie(s), vendedoræ(s)/vendedorae(s) |
| aeromoça(s), aeromoço(s) (português brasileiro), comissário(s)/comissária(s) de bordo (português europeu)           | comissárix(s)/comissári@(s)/comissárie(s) de bordo (português europeu) aeromoç@(s), aeromoce(s), aeromoçx(s) (português brasileiro)                                                                          |
| garçom/garçons, garçonete(s) (português brasileiro), empregado(s), empregada(s) de mesa (português europeu)         | garçone(s)/garçonie(s), garçonetu(s)/garçonetx(s)/garçonet(s), garçonex/garçonix/garçonx(s) (português brasileiro), empregade(s)/empregadx(s) de mesa (português europeu)                                    |
| bombeiro(s), bombeira(s)                                                                                            | bombeire(s), bombeirx(s), bombeir@(s), socorrista(s) de emergência |
| barman, barmaid, barwoman                                                                                           | bartender, barista(s), barperson, barfolk(s) |
| enfermeiro(s), enfermeira(s)                                                                                        | profissional(is) de enfermagem, enfermeire(s), enfermeirx(s), enfermeir@(s) |
| médico(s), médica(s)                                                                                                | profissionais(l) de medicina, médique(s), médic@(s), médicx(s), médicu(s), médic(s) |
| psicólogo(s), psicóloga(s)                                                                                          | formade(s) em psicologia, psicólogue(s), psicólogx(s), psicólog@(s), psicologista(s), psicoterapeuta(s) |
| professor(es), professora(s)                                                                                        | professorie(s), professorx(s), professoræ(s)/professorae(s), professore(s), docente(s) |
| educador(es), educadora(s)                                                                                          | educadorie(s), educadorx(s), educadoræ(s)/educadorae(s), educadore(s), docente(s) |
| pedagogo(s), pedagoga(s)                                                                                            | pedagog@(s), pedagogue(s), pedagogx(s), pedagogista(s) |
| trabalhador(es), trabalhadora(s)                                                                                    | trabalhadorie(s), trabalhante(s), trabalhadoræ(s)/trabalhadorae(s), trabalhadorx(s), trabalhadore(s) |
| secretário(s), secretária(s)                                                                                        | secretárie(s), secretárix(s), secretár@(s), profissional(s) de secretariado |
| contador(es), contadora(s)                                                                                          | contabilista(s), contadorie(s), contadoræ(s)/contadorae(s), contadorx(s), contadore(s) |
| administrador(es), administradora(s)                                                                                | administradore(s), administradorie(s), administradorae(s)/administradoræ(s), administradorx(s) |
| dançarino(s), dançarina(s)                                                                                          | dançarine(s), dançarinx(s), dançarin@(s), artista(s) da dança |
| arquiteto(s), arquiteta(s)                                                                                          | arquitete(s), arquitetx(s), arquitet@(s), arquitet(s), profissionais(l) da arquitetura |
| historiador(es), historiadora(s)                                                                                    | historiadore(s), historiadorie(s), historiadoræ(s)/historiadorae(s), historiadorx(s) |
| veterinário(s), veterinária(s)                                                                                      | verterinárie(s), veterinárix(s), vet(s), veterinári@(s) |
| geógrafo(s), geógrafa(s)                                                                                            | geógrafe(s), geógrafx(s), geógraf@(s), geógraf(s) |
| advogado(s), advogada(s)                                                                                            | advogade(s), advogadx(s), advogad@(s), advogad(s) |
| engenheiro(s), engenheira(s)                                                                                        | engenheire(s), engenheirx(s), engenheir@(s) |
| físico(s), física(s)                                                                                                | fisicista(s), físique(s), físicx(s), físic@(s), físic(s), físicu(s) |
| músico(s), música(s)                                                                                                | músique(s), músic@(s), músicu(s), músicx(s), músic(s) |
| autônomo(s), autônoma(s) (português brasileiro), autónomo(s), autónoma(s) (português europeu)                       | autônome(s), autônomx(s), autônom@(s) autónome(s), autónomx(s), autónom@(s) |
| cantor(es), cantora(s)                                                                                              | cantorie(s), cantore(s), cantorx(s), cantor@(s) |
| prefeito(s), prefeita(s), prefeitra(s) (português brasileiro) presidente(s) da câmara municipal (português europeu) | prefeite(s), prefeitx(s), prefeit@(s), prefeitu(s) (português brasileiro), presidentæ(s)/presidentae(s), presidentu(s), presidenti(e/s), presidentx(s), president(s) da câmara municipal (português europeu) |
| presidente(s), presidenta(s), presidentra(s)                                                                        | presidentæ(s)/presidentae(s), presidentu(s), presidenti(e/s), presidentx(s), president(s) |
| juíz(es), juíza(s)                                                                                                  | juíze(s), juízie(s), juízæ(s)/juízae(s), jurisprudente(s), juízx(s) |
| biólogo(s), bióloga(s)                                                                                              | biólogue(s), biólogx(s), biólog@(s), biologista(s) |